# Tracy Caulkins
Tracy Caulkins, född 11 januari 1963, är en amerikansk före detta simmare som blev trippel olympisk guldmedaljör vid OS 1984.
Vid världsmästerskapen i simsport 1978 vann Caulkins sex medaljer varav fem guld.

### Fotnoter
1. ↑  ”Tracy Caulkins Bio, Stats, and Results - Olympics at Sports.reference.com”. sportsreference.com. Sportsreference. Arkiverad från originalet den 20 maj 2011. https://web.archive.org/web/20110520001036/http://www.sports-reference.com/olympics/athletes/ca/tracy-caulkins-1.html. Läst 11 september 2015.
2. ↑  ”HistoFINA - SWIMMING MEDALLISTS AND STATISTICS AT FINA WORLD CHAMPIONSHIPS (50M)” (på engelska). Internationella simförbundet. Arkiverad från originalet den 24 augusti 2015. https://web.archive.org/web/20150824021342/http://www.fina.org/H2O/docs/histofina/swimming_50m.pdf. Läst 21 augusti 2015.